# Кузьменки (Горишнеплавнинский городской совет)
Кузьменки (укр. Кузьменки) — село,
Дмитровский сельский совет,
Горишнеплавнинский городской совет,
Полтавская область,
Украина.
Код КОАТУУ — 5310290313. Население по переписи 2001 года составляло 60 человек .

## Географическое положение
Село Кузьменки находится на левом берегу реки Псёл, в месте впадения в неё реки Рудька. Выше по течению реки Псёл на расстоянии в 2,5 км расположено село Крамаренки (Кременчугский район), ниже по течению на расстоянии в 1,5 км расположено село Кияшки, на противоположном берегу — село Романки (Кременчугский район).